# Sucesos del Morabito
Los sucesos del Morabito fueron dos intentos fracasados de ciertos exaltados de la región de Guelaya de tomar la ciudad española de Melilla entre abril y junio de 1564.

## Hechos
En 1564 llegó a la región de Guelaya un morabito o santón llamado Mohamed ben al-Lal, que empezó a incitar a los guelayenses argumentando que podrían conquistar Melilla al dormir él a la guarnición española por medio de su magia. Las condiciones principales para llevar a cabo la invasión eran: que se avanzase de pie sin pisotear los sembrados y las huertas, que alabasen a Alá y que apelaran a su guerra santa contra los infieles, que no se portasen armas de fuego y, finalmente, que no se atacara a los soldados dormidos.
Los lugareños lo creyeron y comenzaron el ataque al mediodía del sábado 22 de abril de 1564, pero Pedro Venegas de Córdoba, gobernador de Melilla, había sido informado por un espía, por lo que pudieron repeler la invasión. Las huestes del morabito consiguieron entrar en la ciudadela, pero al intentar quitarle las armas a los centinelas, que fingían estar dormidos, se inició una refriega. A pesar de todo, la mayoría de los atacantes consiguieron escapar, incluido el morabito. Después de la contienda, el morabito contó por ahí que el plan había fallado debido a que los que se precipitaron atacando a los centinelas rompieron el hechizo. De este modo logró convencerlos para intentarlo de nuevo, y así, el 19 de junio, una multitud mayor que la anterior volvió a perpetrar un nuevo ataque. A pesar de que uno de los jefes de una cabila de la región lo intentó impedir, las huestes del morabito llegaron hasta la explanada de la Alafia, actual Plaza de Armas. No obstante, el puente de la Puerta de Santiago se encontraba levantado y la puerta del Hornabeque cerrada, por lo que alrededor de 600 asaltantes quedaron encerrados dentro del Segundo Recinto Fortificado, dónde fueron atacados con 23 cañones, mientras que las tropas emboscadas hacían lo propio con los que habían quedado fuera del recinto.
Muchos prisioneros fueron rescatados por sus familiares, menos sesenta, que fueron embarcados como esclavos en las galeras de Fadrique de Carvajal cuando hacía escala en Melilla, tras participar en la reconquista del Peñón de Vélez de la Gomera.
Nada más se supo del morabito Mohamed ben al-Lal. Juan Ruiz de Alarcón dedicó su La manganilla de Melilla a estos sucesos.